# 파라다이스 힐스
《파라다이스 힐스》(영어: Paradise Hills)는 2019년 공개된 스페인의 SF 스릴러 영화이다. 앨리스 워딩턴 감독의 장편영화 데뷔작이며, 주인공 '우마'가 기억을 잃고 불가사의한 여성들의 공간 '파라다이스 힐스'섬에서 깨어난 뒤 섬의 비밀을 알아가며 벌어지는 이야기를 다룬다. 에마 로버츠, 대니엘 맥도널드, 아콰피나, 에이사 곤살레스, 밀라 요보비치가 출연한다.
2019년 1월 선댄스 영화제에서 처음 상영되었고, 같은 해 10월 스페인 극장에 개봉되었다. 2020년 3월 19일 대한민국에 개봉되었다.

## 시놉시스
파라다이스 힐스는 구름 한점 없는 하늘, 끝없이 펼쳐진 바다, 푸른 정원, 붉은 장미숲으로 가득한 곳이다. 우마는 정체를 알 수 없는 이곳에서 깨어나고, 누가 자신을 이곳에 데려다놓았는지, 왜 잠이 들었는지 등 이곳에 오게 된 과정을 전혀 기억하지 못한다. 화려한 드레스 차림인 공작 부인은 우마에게 파라다이스 힐스가 여성들에게 맞는 아름다움을 선사하는 곳이라고 소개한다. 이곳에 온 여성들은 리조트형 숙소에서 묵으면서 식습관에 맞는 식단, 요가 클래스, 헤어, 메이크업을 꾸준히 관리하는 미용 등 최고의 서비스를 제공받는다. 단, 잠들기 전 우유 한잔과 알약을 복용하는 규칙을 지켜야 한다. 유명한 가수인 아마르나, 밴드 활동이 꿈이라 항상 머리에 헤드폰을 낀 유 등 또래의 여성들이 파라다이스 힐스 생활에 만족하는 반면, 우마는 이곳에 어떤 비밀이 있는지 의심한다.

## 출연진
- 에마 로버츠 - 우마
- 대니엘 맥도널드 - 클로이
- 아콰피나 - 유
- 제러미 어바인 - 마커스
- 아르노 발루아 - 아들
- 에이사 곤살레스 - 아마르나
- 밀라 요보비치 - 공작부인
- 대니얼 호바스 - 페이버릿 1

## 수상 정보
- 2019년 제23회 판타지아 영화제 후보 장편 영화
- 2019년 제30회 스톡홀름영화제 후보 트와일라잇 존
- 2019년 제35회 선댄스영화제 후보 넥스트
- 2019년 제38회 벤쿠버국제영화제 후보 알터드 스테이츠
- 2020년 제34회 고야상 후보 의상상